# الدوري الهندوراسي الدرجة الأولى لكرة القدم 1985–86
الدوري الهندوراسي الدرجة الأولى لكرة القدم 1985–86 هو موسم من الدوري الهندوراسي الدرجة الأولى لكرة القدم. فاز فيه نادي ماراثون.